# 曾广福
曾广福（1913年—1998年），山东莘县人，中华人民共和国政治人物。
担任全国劳模。农业合作社社长。1954年，当选第一届全国人民代表大会代表。有子曾昭起。